# Roepkeella fuscicollis
Roepkeella fuscicollis är en fjärilsart som beskrevs av M.Gaede 1930. Roepkeella fuscicollis ingår i släktet Roepkeella och familjen tandspinnare. Inga underarter finns listade.